# Ivano Bertini
Ivano Bertini (Pisa, 6 dicembre 1940 – Firenze, 7 luglio 2012) è stato un chimico italiano.

## Biografia
Si laureò nel 1964 presso l'Università di Firenze con una tesi di chimica inorganica, allievo di Luigi Sacconi, diventò suo assistente dopo la laurea e iniziò a fare ricerca occupandosi di chimica fisica inorganica e di isomeria nei composti di coordinazione. I primi viaggi all'estero furono quelli al Politecnico di Zurigo e presso l'Università di Princeton dove iniziò i suoi studi di chimica bioinorganica mediante NMR. Nel 1975 diventò professore presso la facoltà di Farmacia dell'Università di Firenze e dal 1981 presso la facoltà di Scienze matematiche fisiche e naturali. Nel 1999 fondò il Centro di risonanze magnetiche (CERM) che ha sede presso il Polo scientifico di Sesto Fiorentino..
I suoi studi sulla struttura delle metalloproteine che hanno prodotto una gran quantità di pubblicazioni gli valsero rilevanza internazionale testimoniata dalle lauree ad honorem conferitegli: in chimica dalle Università di Stoccolma (1998) e Ioannina (2002) e in biologia dall'Università di Siena (2003). Oltre ad altri riconoscimenti internazionali fu membro dell'Academia Europæa e dell'Accademia Nazionale dei Lincei.
Suoi recenti studi hanno permesso di identificare mediante metodica di spettrometria a NMR un'impronta digitale corrispondente del metaboloma nel sangue e nelle urine specifica per ogni essere umano; questa scoperta potrebbe avere importanti applicazioni in medicina.
Infatti, è già possibile identificare alcune impronte specifiche di alcune condizioni fisiologiche e patologiche prima ancora che esse si manifestino fenotipicamente o clinicamente.